# Lelio Della Torre
Lelio (Hillel) Della Torre (* 11. Januar 1805 in Cuneo; † 9. Juli 1871 in Padua) war ein italienischer jüdischer Gelehrter und hebräischer Lyriker.
Bekannt wurde er unter anderem durch eine italienische Psalmen-Übersetzung. 1828 wurde er Rabbiner in Turin, 1829 Professor am Collegio Rabbinico Italiano, dem Rabbinerseminar in Padua.

## Werke (Auswahl)
- Cinque discorsi, 1834 (Digitalisat)
- Prose israelitiche, 1852 (Digitalisat)
- Orazioni per ordinazioni rabbiniche, 1852 (Digitalisat)
- Orazioni due per ordinazioni rabbiniche, 1863 (Digitalisat)
- Tal Jaldut (Tau der Jugend), Gedichte 1868 (Digitalisat)
- Pensieri sulle lezioni sabbatiche del Pentateuco, 1872 (Digitalisat)
- Orazioni postume, 1878 (Digitalisat)